# Me vuelvo cada día más loca
Me vuelvo cada día más loca es el álbum debut de la cantante de Argentina Celeste Carballo, lanzado en 1982 por DG Discos / Interdisc. Fue el primer álbum de rock argentino, grabado por una mujer, en ser disco de oro antes de su lanzamiento. Contó con la participación de artistas invitados tales como Pappo, David Lebón, Nito Mestre, Leo Sujatovich y Oscar Moro, entre otros.
El disco fue presentado en el Teatro Coliseo de Buenos Aires el 10 y 11 de diciembre de 1982.
Su canción «Es la vida que me alcanza» fue incluida en el puesto Nº 73 de la lista de VH1 de las 100 mejores canciones del rock argentino.

## Lista de canciones
Todos las canciones pertenecen a Celeste Carballo, excepto «Desconfío» de Pappo y «El último blues» de Oscar Mangione.
1. «Me vuelvo cada día más loca»
2. «Es la de todos mi voz»
3. «Desconfío»
4. «Qué suerte que viniste»
5. «El último blues»
6. «Blues del veraneo»
7. "Una canción diferente»
8. «Querido Coronel Pringles»
9. «Ahora estoy en libertad»
10. «Es la vida que me alcanza»

## Músicos
- Celeste Carballo: Voz, guitarra, coros y producción.
- Leo Sujatovich: Teclados y órgano.
- Oscar Moro: Batería.
- Alfredo Toth : Bajo.
- David Lebón: Guitarra en «Me vuelvo cada día más loca» y «Es la de todos mi voz»; voz en «Una canción diferente».
- Claudio Martínez: Guitarra acústica en «Querido Coronel Pringles».
- Carlos Tribuzzi: Bajo en «Qué suerte que viniste».
- Daniel Maltz: Bongós en «Es la vida que me alcanza».
- Lucio Mazaira: Batería en «Es la de todos mi voz», «Desconfío» y «Ahora estoy en libertad».
- Lito Epumer: Guitarra en «Qué suerte que viniste».
- Pappo: Guitarra en «Desconfío».
- Ricardo Mollo: Guitarra en «Blues del veraneo».
- Oscar Kreimer: Saxo tenor en «Una canción diferente».
- Ana María Quatraro: Coros en «Es la vida que me alcanza».
- Beto Satragni: Coros en «Es la vida que me alcanza».
- Nito Mestre: Arreglo de coros en «Querido Coronel Pringles».
- Daniel Grinbank: Producción ejecutiva.
- Mario Breuer: Técnico de grabación.
- Amilcar Gilabert: Mezcla.
- Andrea Cherniavsky: Fotografía de tapa.[1]